# Phường 5, Quận 10
Phường 5 là một phường thuộc Quận 10, Thành phố Hồ Chí Minh, Việt Nam.
Phường 5 có diện tích 0,16 km², dân số năm 2021 là 9.484 người,  mật độ dân số đạt 59.275 người/km².